# Route anglo-saxonne
La route anglo-saxonne (anglais : Anglo-Saxon route), aussi connu sous le nom de route atlantique, est un projet de câble sous-marin et de ligne à haute tension qui aurait relié la côte du Labrador, l'île de Terre-Neuve, les Provinces maritimes et la Nouvelle-Angleterre afin de permettre la vente d'énergie électrique produite à la centrale de Churchill Falls ou au projet du Bas-Churchill sur les marchés du Nord-Est des États-Unis sans passer par le territoire du Québec.
Le projet a été conçu et promu en 1964 par le premier ministre de Terre-Neuve, Joey Smallwood, afin d'établir un meilleur rapport de force entre les promoteurs du projet de chutes Hamilton — renommées chutes Churchill en 1965 — et Hydro-Québec. Une première étude, conduite à la demande de Smallwood par la firme britannique Preece, Cardew & Ryder estime le coût de construction de la ligne de 2 750 km (1 710 milles) à 941 millions de dollars courants.
Tel que conçu en 1964, le tracé original de la ligne aurait traversé le détroit de Belle-Isle sur une distance de 25 km (15 mi) et le détroit de Cabot sur 120 km (75 mi). Chacun des six câbles à haute tension qui auraient traversé le détroit de Cabot aurait eu une masse de 7 000 tonnes. L'installation de ces câbles sous-marin aurait requis la construction d'un câblier de 10 000 tonnes, conçu spécialement pour le projet.
Après avoir reçu copie du rapport de Preece, Cardew & Ryder, le promoteur de l'aménagement des chutes Churchill, la British Newfoundland Corporation Limited (Brinco) demande à la firme d'ingénieurs Acres Canadian Bechtel de l'évaluer en janvier 1965. L'étude d'ACB conclut à la faisabilité technique de la ligne sous-marine, mais questionne la viabilité économique de l'affaire, compte tenu des coûts de construction. Elle note aussi que le projet serait difficile à financer considérant les conditions de marché à cette époque. Le coût de l'électricité produite à Churchill Falls et transmise par le câble était estimé à 5,01 dollars par mégawatt-heure (ou 5,01 millimes par kilowatt-heure) aux terminus de Boston et de New York.
Philip Smith, auteur d'un ouvrage sur le projet de Churchill Falls, indique que le « dernier clou dans le cercueil » de la route est survenu le 2 février 1965, lors d'une rencontre à Boston entre le premier ministre Smallwood, Gordon Pushie de Brinco, un ingénieur de Preece, Cardew & Ryder et des représentants de distributeurs d'électricité de la Nouvelle-Angleterre. Les acheteurs potentiels jugent le projet « optimiste », considérant les technologies disponibles à cette époque.

## Renaissance du projet
Le projet de câble sous-marin a refait la manchette épisodiquement depuis les années 1970. Les premiers ministres Brian Peckford et Danny Williams ont brandi la menace d'y recourir dans leurs tentatives de développer le potentiel hydroélectrique du Bas-Churchill.
Le projet du Bas-Churchill a été initié en 2007 et doit être terminé en 2020 après de nombreux retards et des surcoûts très importants. Il doit permettre de transporter l'électricité du Labrador vers la Nouvelle-Écosse en passant par Terre-Neuve.